# Linfield Ladies Football Club
Il Linfield Ladies Football Club, noto come Linfield Ladies e abbreviato in Linfield LFC, è una squadra di calcio femminile nordirlandese, sezione femminile dell'omonimo club con sede a Belfast. La squadra, che nella stagione 2018 milita in Women's Premiership, massimo livello del campionato nordirlandese femminile di calcio, ha vinto il titolo di campione dell'Irlanda del Nord per due volte consecutive, al termine delle stagioni 2016 e 2017, e tre Irish Women's Cup.

## Palmarès
- Campionato nordirlandese: 4

2016, 2017, 2018, 2019
- Irish Women's Cup: 3

2013, 2014, 2016

## Organico

### Rosa 2018
Rosa, ruoli e numeri di maglia come da sito UEFA.com
| N. |                             | Ruolo | Calciatrice        |
| -- | --------------------------- | ----- | ------------------ |
| 1  | Irlanda del Nord (bandiera) | P     | Lauren Perry       |
| 2  | Irlanda del Nord (bandiera) | C     | Lyndsay Corry      |
| 3  | Irlanda del Nord (bandiera) | D     | Louise McFrederick |
| 4  | Irlanda del Nord (bandiera) | D     | Chelsea Myles      |
| 5  | Irlanda del Nord (bandiera) | D     | Ashley Hutton      |
| 6  | Irlanda del Nord (bandiera) | D     | Jennifer McDade    |
| 7  | Irlanda del Nord (bandiera) | C     | Megan Bell         |
| 8  | Irlanda del Nord (bandiera) | C     | Sarah Venney       |
| 9  | Irlanda del Nord (bandiera) | A     | Rebecca Bassett    |
| 11 | Irlanda del Nord (bandiera) | A     | Kirsty McGuinness  |
| 12 | Irlanda del Nord (bandiera) | P     | Jamie-Lee Wilson   |
| 14 | Irlanda del Nord (bandiera) | D     | Kelsie Burrows     |
| 15 | Irlanda del Nord (bandiera) | C     | Emma Doyle         |

| N. |                             | Ruolo | Calciatrice        |
| -- | --------------------------- | ----- | ------------------ |
| 16 | Irlanda del Nord (bandiera) | C     | Clare Timoney      |
| 17 | Irlanda del Nord (bandiera) | A     | Leontia Mcvarnock  |
| 18 | Irlanda del Nord (bandiera) | A     | Rebecca Mckenna    |
| 19 | Irlanda del Nord (bandiera) | A     | Abbie Magee        |
| 20 | Irlanda del Nord (bandiera) | D     | Lauren Robson      |
| 21 | Irlanda del Nord (bandiera) | D     | Caitlin Rae        |
| 22 | Irlanda del Nord (bandiera) | C     | Louise McDaniel    |
| 24 | Irlanda del Nord (bandiera) | A     | Casey Howe         |
| 25 | Irlanda del Nord (bandiera) | D     | Naomi Donnan       |
| 26 | Irlanda del Nord (bandiera) | A     | Caitlin Mcguinness |
| 27 | Irlanda del Nord (bandiera) | C     | Mia Fitzsimmons    |
| 97 | Irlanda del Nord (bandiera) | C     | Chloe McCarron     |